# Mundkoch
Ein Mundkoch (auch Leibkoch) ist ein Koch an Höfen, der allein die für die herrschaftliche Tafel nötigen Speisen aus den vom sogenannten Einkäufer besorgten Lebensmittel zurichtet. Er ist dabei nicht mit dem Hofkoch zu verwechseln. Die Gattin des Mundkochs wird als Mundköchin bezeichnet.
Ein bekannter Mundkoch war Theodor Hierneis, der dem bayerischen König Ludwig II diente. Auch der kurfürstliche Koch und Lehrbuchverfasser Marx Rumpolt war Mundkoch.
Auch der erste Mundkoch von Ludwig II., Johann Rottenhöfer, ist bekannt, besonders für seine vielmals neu verlegten Kochbücher.
Die Mundküche ist bei großen Hofhaltungen eine besondere Küche für die herrschaftliche Tafel; zum Unterschied von der Hofküche.